# Список смежности

Этот цикличный ненаправленный граф может быть описан тремя списками {b, c}, {a, c}, {a, b}.

Список смежности — один из способов представления графа в виде коллекции списков вершин. Каждой вершине графа соответствует список, состоящий из «соседей» этой вершины.

## Особенности реализации
| Граф на картинке наверху имеет следующий список смежности: |          |      |
| a                                                          | смежно к | b, c |
| b                                                          | смежно к | a, c |
| c                                                          | смежно к | a, b |

Есть несколько вариаций представления графа списком смежности, отличающихся особенностями ассоциации вершин и коллекциями соседей, реализацией коллекций, включаются ли рёбра и вершины в коллекции соседей или только вершины, способами представления рёбер и вершин.
- Реализация, предложенная Гвидо ван Россумом, использует хеш-таблицу для ассоциации каждой вершины со списком смежных вершин. Нет явного представления рёбер в этой структуре[1][2].
- Кормен и другие предложили реализацию, в которой вершины представлены числовым индексом в массиве, в котором каждая ячейка массива ссылается на однонаправленный связанный список соседних вершин.[3]
- Объектно-ориентированный список смежности, предложенный Гудричем[англ.] и Тамассией[англ.], содержит специальные классы вершин и рёбер. Каждый объект вершины содержит ссылку на коллекцию рёбер. Каждый объект ребра содержит ссылки на исходящую и входящую вершины.[4]

## Сравнение с матрицей смежности
| Сравнение с матрицей смежности              |                                |                              |
| Операция                                    | Список смежности               | Матрица смежности            |
| Проверка на наличие ребра (x,y)             | {\displaystyle O(\|V\|)}       | {\displaystyle O(1)}         |
| Определение степени вершины                 | {\displaystyle O(1)}           | {\displaystyle O(\|V\|)}     |
| Использование памяти для разреженных графов | {\displaystyle O(\|V\|+\|E\|)} | {\displaystyle O(\|V\|^{2})} |
| Вставка/удаление грани                      | {\displaystyle O(1)}           | {\displaystyle O(d)}         |
| Обход графа                                 | {\displaystyle O(\|V\|+\|E\|)} | {\displaystyle O(\|V\|^{2})} |